# Bułak (rejon kiżyngiński)
Bułak (ros. Булак) – wieś (ułus) w Rosji, w Buriacji, w rejonie kiżyngińskim. W 2021 liczyła 135 mieszkańców.